# Crioa acronyctoides
Crioa acronyctoides är en fjärilsart som beskrevs av Walker 1857. Crioa acronyctoides ingår i släktet Crioa och familjen nattflyn. Inga underarter finns listade i Catalogue of Life.